# Gallerucida gansuica
Gallerucida gansuica là một loài bọ cánh cứng trong họ Chrysomelidae. Loài này được Chen miêu tả khoa học năm 1942.